# Phyllanthus bourgeoisii
Phyllanthus bourgeoisii är en emblikaväxtart som beskrevs av Henri Ernest Baillon. Phyllanthus bourgeoisii ingår i släktet Phyllanthus och familjen emblikaväxter. Inga underarter finns listade i Catalogue of Life.